# Ünal Üstel
Ünal Üstel (Pafos, 4 de enero de 1955) es un político turcochipriota que actualmente se desempeña como primer ministro del Norte de Chipre desde el 12 de mayo de 2022.

## Biografía
Üstel se graduó en la Facultad de Odontología de la Universidad de Estambul en 1983. Después de volver a Chipre del Norte, fue elegido en las elecciones para la Asamblea de la República por Girne como miembro del Partido de Unidad Nacional, nombrado vicepresidente de la Asamblea, cargo que ocupó entre 2001 y 2002. Fue reelegido en las elecciones de 2003, 2009 y 2013, antes de convertirse por segunda vez en vicepresidente de la Asamblea entre 4 de septiembre de 2013 y 9 de octubre de 2015.
El 6 de abril de 2011, Üstel se convirtió en miembro del Gobierno de İrsen Küçük como Ministro de Turismo, Cultura, Juventud y Medio Ambiente. También ocupó las carteras de Ministro de Obras Públicas y de Ministro de Sanidad el 20 de febrero de 2021 sustituyendo al dimitido Ali Pilli. El 5 de noviembre de 2021 cambió por la cartera de Ministro de Interior el 21 de febrero de 2022 tras la formación de un nuevo gobierno.
Üstel tomó cargo de Primer Ministro el 12 de mayo de 2022 después de la formación del nuevo gobierno.